# Berkovský vrch
Berkovský vrch (481 m n. m.) (německy Wrchhabener Berg) je neovulkanický vrch v okrese Česká Lípa Libereckého kraje, ležící asi 3 km severovýchodně od města Dubá. Na jihozápadním svahu leží obec Vrchovany, do jejíhož katastrálního území vrch spadá.

## Popis vrchu

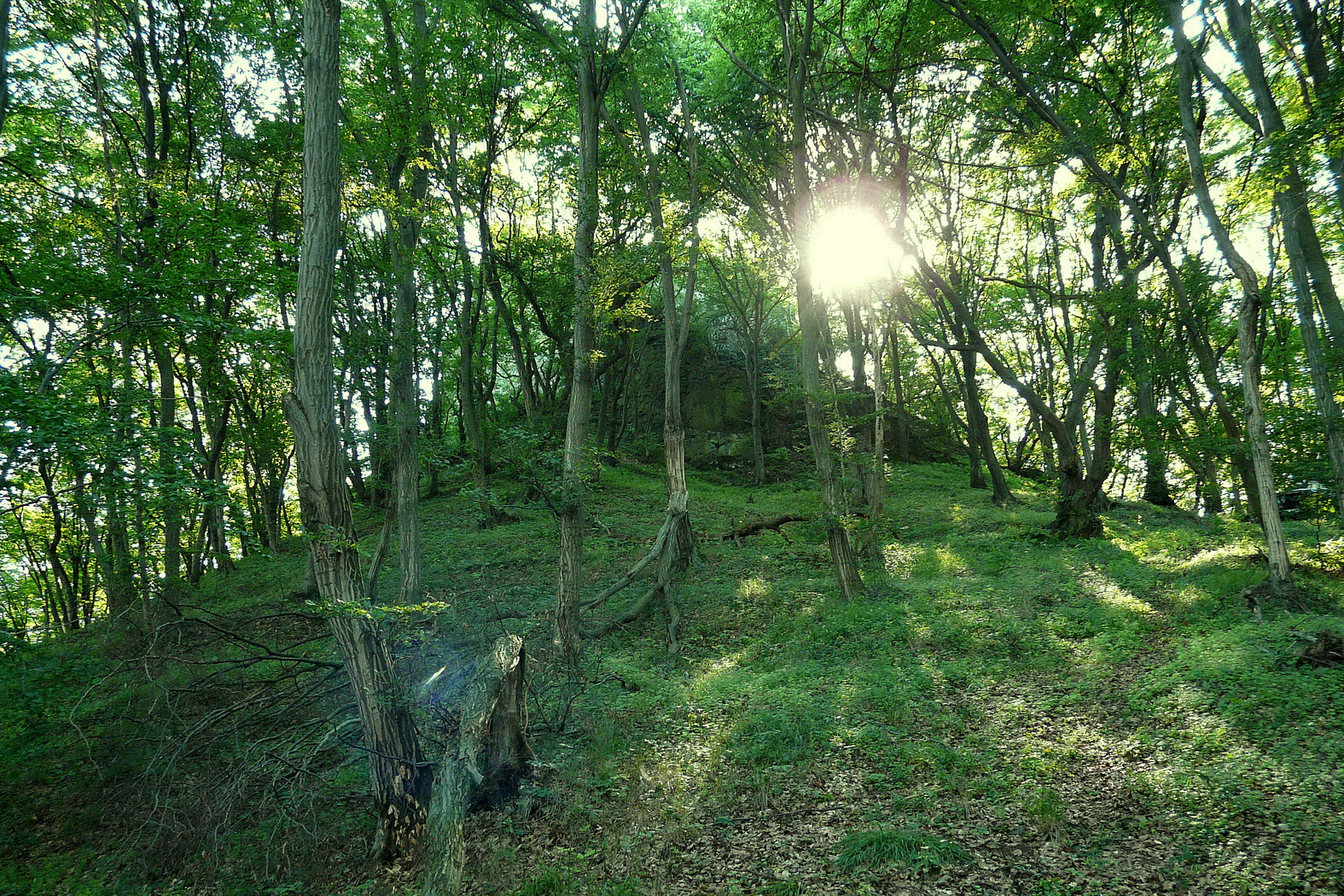
Vrchol Berkovského vrchu, čedičový masiv

Na vrcholu se nachází zdaleka viditelná zřícenina hradu Starý Berštejn, z níž (částečně i kolem ní) je kruhový výhled na Ralskou pahorkatinu, Máchovo jezero, Kokořínsko, České středohoří a Lužické hory.

## Geomorfologické členění
Vrch náleží do celku Ralská pahorkatina, do podcelku Dokeská pahorkatina, do okrsku Polomené hory, do podokrsku Housecká vrchovina.

## Přístup
Přes vrch prochází žlutá turistická značka Dubá – Staré Splavy. Automobilem se lze dostat až k úpatí kopce ve Vrchovanech. Vstup na hrad je možný jen po domluvě s nájemcem hradu.